# Grafschaft (Westfalen)
Grafschaft is een stadsdeel van de stad Schmallenberg in het Hochsauerlandkreis in Noordrijn-Westfalen in Duitsland.  
Grafschaft ligt aan de Uerdinger Linie, in het traditionele Nederduitse gebied van het Westfaals. Grafschaft ligt in het Sauerland. Er wonen circa 1.123 
mensen in Grafschaft. In Grafschaft staat het klooster Grafschaft.